# エルサルバドル内戦
エルサルバドル内戦（エルサルバドルないせん、スペイン語: Guerra civil de El Salvador）は、エルサルバドル政府と社会主義勢力であるファラブンド・マルティ民族解放戦線が激突した内戦。

## 背景
1969年のサッカーワールドカップでの判定を背景に発生したホンジュラスとの「サッカー戦争」以降、エルサルバドル国内では右翼・左翼を問わず、小規模なゲリラ攻撃が散発的に発生するようになった。
1979年のニカラグアにおけるサンディニスタ革命以降、複数の共産ゲリラがファラブンド・マルティ民族解放戦線（FMLN）に統合され蜂起を開始。1980年3月24日、人権侵害を証言し、政府および軍部による搾取と弾圧への批判を行っていたオスカル・ロメロ司祭が病院のチャペルで行われたミサの最中に右翼勢力に射殺されると、内戦は本格化なものになっていった。

## 内戦状態
混乱の中、中米における反共戦略を掲げていたアメリカ合衆国のロナルド・レーガン政権はエルサルバドル政府の要請に応じて、経済援助と軍事訓練プログラムの支援を行った。これら米国の支援を受けた政府軍および右翼勢力の死の部隊とFMLNゲリラとの交戦との過程で多数の一般市民が巻き込まれ、内戦は泥沼状態と化した。
中でも、政府側の虐殺行為は後に取り沙汰されるもので、1989年11月、米陸軍特殊部隊グリーン・ベレーより指導を受けた陸軍の対ゲリラ部隊「アトラカトル大隊」（スペイン語: Batallón Atlácatl）の隊員が、6人のイエズス会司祭と、料理人と娘を殺害するという事件が有名である。
1992年、国際連合の仲介で和平が実現し、国連平和維持活動（PKO）として国際連合エルサルバドル監視団が派遣される働きかけがあり内戦が終結。1994年には選挙が行われ、右派政党民族主義共和同盟（ARENA)による新たな政権が誕生した。
国連真実委員会の報告によると、内戦中に行われた暴力行為の85％は親政府の死の部隊とサルバドール軍が、5％はFMLNゲリラが担当した。

## 内戦終結後
FMLNは内戦終結後政党となり、1994年の選挙ではARENAに敗北しつつも、2000年代以降二大政党の一角としての地位を築き始め、2009年には選挙でARENAに勝利し、マウリシオ・フネスとサルバドール・サンチェス・セレンを大統領とする政権を立てた。

## 題材とした作品

### 映画
- サルバドル/遥かなる日々（1986年、アメリカ）
- イノセント・ボイス 12歳の戦場（2004年、メキシコ）